# Bonnie McKee
Bonnie McKee (Vacaville, California, 20 de enero de 1984) es una cantante, compositora y actriz estadounidense, miembro del sello Reprise Records. En el año 2004, lanzó su álbum debut Trouble, el cual tuvo una resonancia moderada. En el mismo año, su exitoso sencillo «Somebody» fue incluido en la banda sonora de la película Win a Date with Tad Hamilton!. No obstante, sus mayores logros en la industria de la música los ha alcanzado como letrista de otros artistas y colega de Max Martin y Dr. Luke. Junto a ellos, coescribió sencillos de éxito internacional para artistas pop como Katy Perry («California Gurls» y «Teenage Dream»), Taio Cruz («Dynamite») y Britney Spears («Hold It Against Me»).
En 2007 formó parte del elenco de la película August Rush, donde interpreta a la amiga del personaje de Keri Russell, que es parte de la Filarmónica de Nueva York. En 2015 publicó de forma independiente el EP Bombastic.

## Discografía
Álbumes de estudio
- 2004: Trouble
- 2024: Hot City

EP
- 2003: Bonnie McKee
- 2015: Bombastic

Sencillos
- 2004: "Trouble"
- 2004: "Somebody"
- 2013: "American Girl"
- 2013: "Sleepwalker"
- 2014: "California Winter"
- 2015: "Bombastic"
- 2016: "Wasted Youth"
- 2016: "I Want It All"
- 2016: "Stud Muffin"
- 2018: "Mad Mad World"
- 2023: “SLAY”
- 2023: “Hot City”
- 2023: “Don't Get Mad Get Famous”
- 2024: “Jenny's Got a Boyfriend”
- 2024: “Forever 21”

Colaboraciones
- 2019: "Lonely for You" (con Armin van Buuren)

## Trouble
Bonnie publicó su álbum debut en septiembre del año 2004 a través del sello discográfico Reprise. El álbum estaba compuesto por canciones que ella misma había escrito en sus años de adolescencia; lanzando como sencillos promocionales "Trouble" y "Somebody". El álbum recibió críticas favorables, pero no tuvo éxito comercialmente, lo que motivó a su disquera a terminar el contrato que había firmado con la joven.

## American Girl
Tras el éxito alcanzado como compositora de hits de talla mundial para artistas como Katy Perry, Britney Spears y Kesha, el nombre de Bonnie empezó a ganar respeto entre la industria musical, situación que le permitió firmar un nuevo contrato con el sello discográfico Epic. De este nuevo contrato fue lanzada en julio de 2013 la canción "American Girl", publicitada como el hit propio de quien había escrito las canciones #1 "Teenage Dream", "Hold It Against Me" y "Dynamite". 
La canción contó con una fuerte campaña promocional, que incluyó presentaciones y entrevistas en programas de televisión y sitios web como Good Morning America, Fashion Police, PerezHilton.com y Billboard.com. Lamentablemente la canción no obtuvo el éxito esperado, alcanzando la posición #87 en la lista más importante de música en los Estados Unidos. Está situación obligó a la disquera posponer el segundo álbum de Bonnie, para después terminar su contrato.

## Artista Independiente
Después de romper lazos con Epic Records, Bonnie continúo escribiendo canciones para otros artistas y lanzando sencillos de forma independiente. En octubre del 2013 estrenó el vídeo para la canción "Sleepwalker", como regalo de halloween para sus fanáticos. En diciembre del año 2014 estrenó el vídeo para "California Winter", su sencillo navideño, que recibió críticas favorables por parte de expertos. En septiembre de 2016 en colaboración con la marca de barras de proteína Quest Nutrition publicó el vídeo "Stud Muffin", inspirado en la película Vaselina. El sencillo fue aclamado por los expertos de la música, destacando que sólo Bonnie McKee podría escribir una canción tan buena sobre una barra de proteína.

## Bombastic
El 30 de junio de 2015 Bonnie lanzó de forma independiente el EP "Bombastic", compuesto por las canciones "I Want It All", "Bombastic", "Wasted Youth" y "Easy".
Del EP se han lanzado de forma oficial entre mayo del 2015 y junio del 2016 los sencillos "Bombastic", "Wasted Youth" y "I Want It All", siendo el último el que más reconocimiento ha conseguido, tras haber sido incluido en un comercial para Netflix y en un capítulo de la segunda temporada de la serie de televisión "Younger". Los vídeos de los tres sencillos se destacan por su estilo ochentero, utilizando una pantalla cuadrada y filtros vintage. El 2 de noviembre de 2016, Bonnie estrenó el vídeo para "Easy", la cuarta y última canción extraída del EP. El vídeo tiene una temática más sencilla que los anteriores y se destaca por sus filtros y efectos visuales.

## Discografía como letrista

### 2010
- Miranda Cosgrove — Sparks Fly — «There Will Be Tears»
- Taio Cruz — Rokstarr — «Dynamite»
- Katy Perry — Teenage Dream — «Teenage Dream»
- Katy Perry — Teenage Dream — «Last Friday Night (T.G.I.F.)»
- Katy Perry — Teenage Dream — «California Gurls» con Snoop Dogg
- Fefe Dobson — Joy — «Thanks for Nothing»

### 2011
- Britney Spears — Femme Fatale — «Hold It Against Me»[1]
- Britney Spears — Femme Fatale — «Inside Out»[1]
- Britney Spears — Femme Fatale — «How I Roll»[1]

### 2012
- Katy Perry — Teenage Dream: The Complete Confection — «Part of Me»
- Katy Perry — Teenage Dream: The Complete Confection — «Wide Awake»
- Ke$ha - Warrior - C´mon
- Leona Lewis — Glassheart — «Lovebird»
- Carly Rae Jepsen — Kiss (álbum de Carly Rae Jepsen) — «Turn Me Up»
- Christina Aguilera  — Lotus — «Let There Be Love»

### 2013
- Britney Spears — Los Pitufos 2 — «Ooh La La»[2]
- Katy Perry  — Prism  —  «Roar»
- Katy Perry  — Prism  —  «Birthday»

### 2019
- Avril Lavigne  – Head Above Water  –  «Dumb Blonde» con Nicki Minaj

### 2020
- Ava Max  — Heaven & Hell  —  «Naked»

## Filmografía
- 2009 - CSI: Nueva York (serie de TV) (Eleanor Ravelle)
- 2007 - August Rush (Lizzy)
- 2004 - American Dreams (serie de TV) (Janis Joplin)

## Videografía
- Trouble - 2004
- Somebody - 2004
- Mine
- American Girl - 2013
- Sleepwalker -2013
- California Winter - 2014
- Bombastic - 2015
- Wasted Youth - 2016
- I Want It Wall - 2016
- Stud Muffin - 2016
- Easy - 2016
- SLAY - 2023